# Hemtrevnad

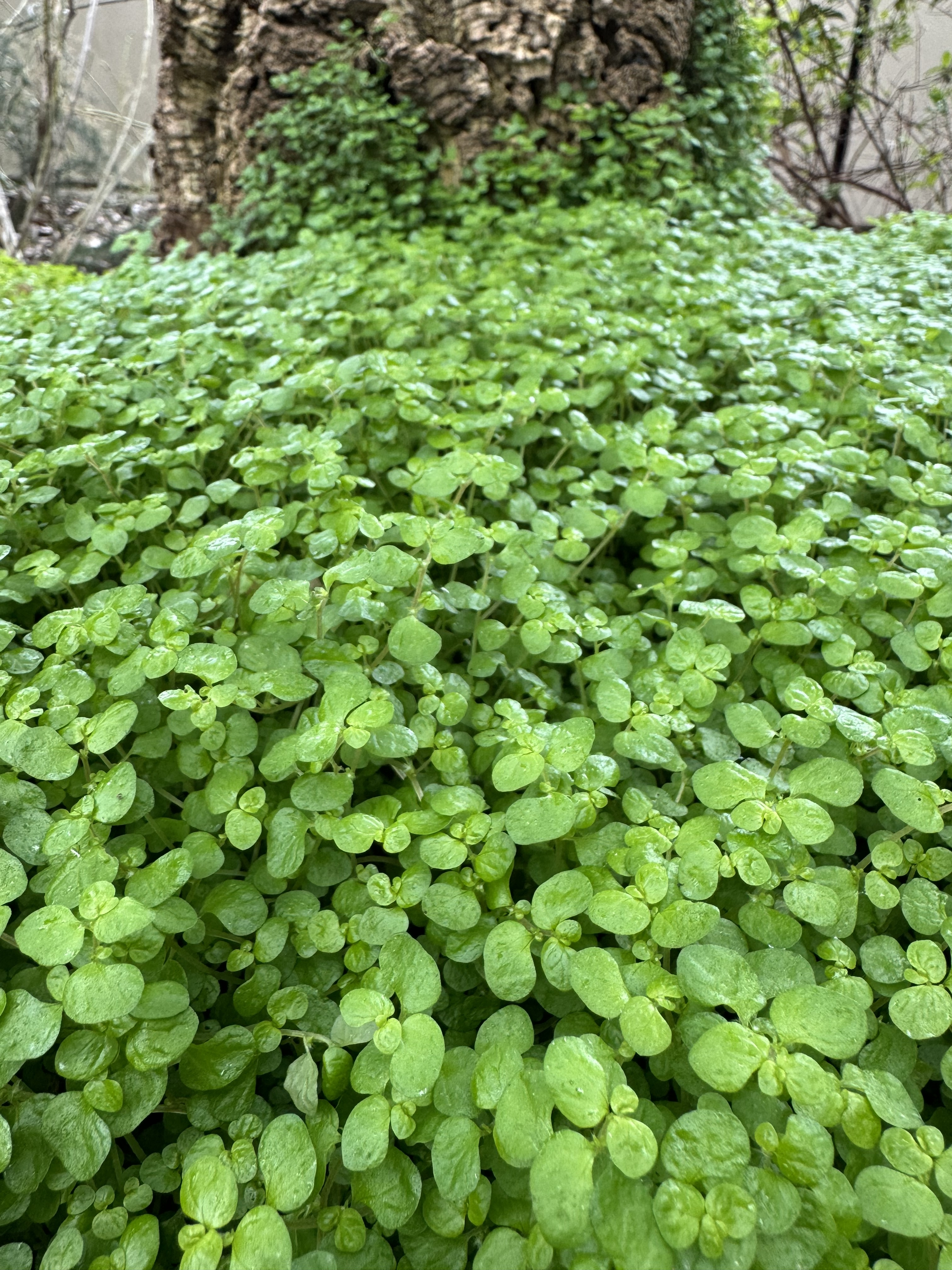
Hemtrevnad på Bergianska Trädgården, 2024.

Hemtrevnad (Soleirolia soleirolii) är en växt i familjen nässelväxter. Växten är en ört med krypande växtsätt och frodiga ljusgröna eller gula blad, och mängder med mycket små blommor vid blomning. Hemtrevnad växer nära marken och bildar mattor. 
Hemtrevnaden är populär att använda som krukväxt. Den har sitt ursprung i norra medelhavsregionen, i och omkring Italien och på närliggande öar, men har införts som kruk- och trädgårdsväxt i stora delar av världen.